# Cryptocarya rifaii
Cryptocarya rifaii är en lagerväxtart som beskrevs av André Joseph Guillaume Henri Kostermans. Cryptocarya rifaii ingår i släktet Cryptocarya och familjen lagerväxter. Inga underarter finns listade i Catalogue of Life.